# Dick Wolf
Dick Wolf (ur. 20 grudnia 1946) – amerykański producent i scenarzysta filmowy i telewizyjny. 

## Wyróżnienia
Został uhonorowany gwiazdą na słynnej Alei Gwiazd w Hollywood.